# Riccardia palmata
Riccardia palmata là một loài rêu trong họ Aneuraceae. Loài này được Hedw. Carruth. mô tả khoa học đầu tiên năm 1865.